# Pachytriton feii
Pachytriton feii — вид земноводних родини саламандрові ряду Хвостаті.

## Поширення
Цей вид є ендеміком  Китаю. Він зустрічається в провінціях Аньхой, Цзянсі, Чжецзян і Хенань.

## Опис
Саламандра завдовжки 58-93 мм. Тіло струнке і плоске. Голова плоска та широка, овальної форми. Кінцівки довгі та тонкі. Хвіст стислий з боків.
Цей вид найбільш близьким до Pachytriton granulosus, має аналогічний розмір тіла і забарвлення. Цей вид можна відрізнити за деякими морфологічними ознаками: ширша голова, великі очі, тонкий хвіст, більша морда і кінцівки. Колір тіла рівномірно темно-коричневий на спинній стороні, черево світліше. Черево має червонувато-оранжеве забарвлення. Нижня частина хвоста і клоака є світло-оранжевими. Вид немає чорних плям по всьому тілу.

## Етимологія
Вид названий на честь китайського герпентолога Фей Ліаня (Fei Liang, 1936 р.н.).